# 大来皇女
大来皇女（おおくのひめみこ）は、天武天皇の皇女。大伯皇女とも書く。母は天智天皇皇女の大田皇女（持統天皇の同母姉にあたる）で、同母弟に大津皇子がいる。伊勢斎宮。

## 生涯
斉明天皇7年（661年）に、筑紫に向かう途中の、天智天皇一行の乗った船が、大伯（おおく）の海の上（現・岡山県瀬戸内市の沿岸。瀬戸内市はかつての邑久（おく）郡）を通過している時に誕生した。『日本書紀』に、天智天皇6年（667年）の2月27日に斉明天皇と間人皇女を小市岡上陵に合葬し、大田皇女をこの陵の前の墓に埋葬したという記述があるので、2月27日以前には、大来皇女と大津皇子の母の大田皇女は薨去したと思われる。
大来皇女は天武天皇2年（673年）4月14日に父の天武天皇によって斎王制度確立後の初代斎王（斎宮）として泊瀬斎宮（在所不明）に入斎院（『神宮要綱』は同日卜定と伝える）、天武天皇3年（674年）10月9日に伊勢国に下向した。天武天皇4年（675年）の2月13日には、十市皇女と阿閇皇女（後の元明天皇）が伊勢神宮に参詣した。朱鳥元年（686年）4月27日、多紀皇女・山背姫王・石川夫人が伊勢神宮に遣わされた。同年の10月3日に、大津皇子が謀反人として死を賜った後、11月16日に退下し、都に帰った。大宝元年12月27日（702年1月）に薨去。
三重県名張市の夏見廃寺（国の史跡）は、『薬師寺縁起』に見える大来皇女の発願により神亀2年（725年）に完成した昌福寺とされている。

## 大来皇女の作歌
『万葉集』に謀反人として倒れた同母弟の大津皇子を想う歌を6首残している。
- 巻第2　105～106番（大津皇子がひそかに伊勢神宮に下向してきた時に詠んだ歌）
  - わが背子を大和に遣るとさ夜深けて　暁（あかとき）露にわが立ち濡れし
    - 吾勢祜乎 倭邊遣登 佐夜深而 鷄鳴露尓 吾立所霑之

  - 二人行けど行き過ぎ難き秋山を　いかにか君が独り越ゆらむ
    - 二人行杼 去過難寸 秋山乎 如何君之 獨越武

- 同163～164番（大津皇子薨去後、退下・帰京途上で詠んだ歌）
  - 神風の伊勢の国にもあらましを　なにしか来けむ君もあらなくに
    - 神風乃 伊勢能國尓母 有益乎 奈何可来計武 君毛不有尓

  - 見まく欲（ほ）りわがする君もあらなくに　なにしか来けむ馬疲るるに
    - 欲見 吾為君毛 不有尓 奈何可来計武 馬疲尓

- 同165～166番（大津皇子を二上山に移葬したときの歌）
  - うつそみの人にあるわれや明日よりは　二上山を弟背（いろせ）とわが見む
    - 宇都曾見乃 人尓有吾哉 從明日者 二上山乎 弟世登吾將見

  - 磯の上に生ふる馬酔木を手折らめど　見すべき君がありといはなくに
    - 礒之於尓 生流馬酔木乎 手折目杼 令視倍吉君之 在常不言尓

## 血縁
- 父：天武天皇
- 母：大田皇女（父：天智天皇）
- 同母弟：大津皇子

## 小説
- 小説『大津皇子―二上山を弟（いろせ）と』（上島秀友）